# Kolpophorae
Kolpophorae è un sottordine di scifomeduse.

## Tassonomia
Comprende le seguenti famiglie:
- Cassiopeidae Agassiz, 1862
- Cepheidae Agassiz, 1862
- Mastigiidae Stiasny, 1921
- Thysanostomatidae Gegenbaur, 1857
- Versurigidae Gegenbaur, 1857